# 羅福星
羅福星（1886年2月24日—1914年3月3日），別名東亞、中血、國權，生於荷属东印度爪哇巴達維亞（今印尼雅加達），原籍清朝廣東嘉應州。羅福星為中國同盟會會員，曾經參與黃花崗之役。後赴日屬臺灣，發起抗日組織，為苗栗事件當事者。

## 生平事蹟

### 早年生平
羅福星之父羅經邦，為粵東客家人，原居住於廣東嘉應州，至荷屬東印度爪哇經商。其母親為爪哇華僑，具荷蘭與印尼血統，因此罗福星容貌相似歐洲人。1886年羅福星在巴達維亞（今印尼雅加達）出生。
1887年，罗福星随父母回到廣東嘉應州鎮平縣高思鄉大地村（今梅州市蕉嶺縣藍坊鎮大地村），接受漢文教育。1896年，罗福星随父复返侨居地巴达维亚就读华文学校，兼习荷兰文。19世纪末，巴城“中华会馆”成立，应聘教师多来自中国南方各省，其中有不少是孙中山的追随者或助手，如张继、居正、田桐、陶成章、苏曼殊等。罗福星就读此校，接触到革命思想。
1903年，其祖父羅耀南来日治台湾經商，罗福星随之移居苗栗廳後壟支廳造橋區牛欄湖庄（今苗栗縣造橋鄉豐湖村一帶），就讀苗栗公學校（今苗栗縣苗栗市建功國民小學），學習日文。

### 參與革命
1906年羅福星又隨祖父回到中國廣東，回鄉途經廈門時，聽到革命黨人的宣傳，決定加入革命。羅福星回到故鄉嘉應後，在小學擔任教員。1907年，羅福星在廣東加入同盟會。他後來又至南洋新加坡、巴城，在華人學校中擔任教員，同時暗中召募華僑，加入革命。他也曾在緬甸，擔任同盟會所經營的書報社書記，期间常用“中血”、“东亚”、“国权”等笔名，撰写宣传反清革命的时事短评。
1911年，羅福星率領於爪哇募集的兩千多名民兵回中國廣東，參與黃花崗之役，是少数幸存者之一。黄花岗起义失败后，罗福星偕同胡汉民等避难至英屬香港、英屬緬甸，不久又到巴达维亚，与黄兴相见，计划再次起义。1911年10月10日晚，中國武昌起义爆发，黄兴密电巴达维亚华侨书报社，呼求支援。罗福星知悉后，即开展招募民军2000余人，北上支援湖北军政府。队伍到达福州时，恰值南北议和成功，于是民军奉命解散。

### 返台抗日
1912年，中華民國建立後，羅福星離開中國，至臺灣成立同盟會支部，以大稻埕（今臺北市大同區境內）為活動範圍進行地下抗日運動，往來於臺北及苗栗之間，以華民會、同盟會、三點會及革命會等集會爭取、招募更多起事人員，並從中國走私武器運至臺灣，主張以革命推翻日本統治。
羅福星提出「驅逐日人，收復臺灣」，至1913年2月，已經擁有約五百名會員，並已密謀舉事抗日。

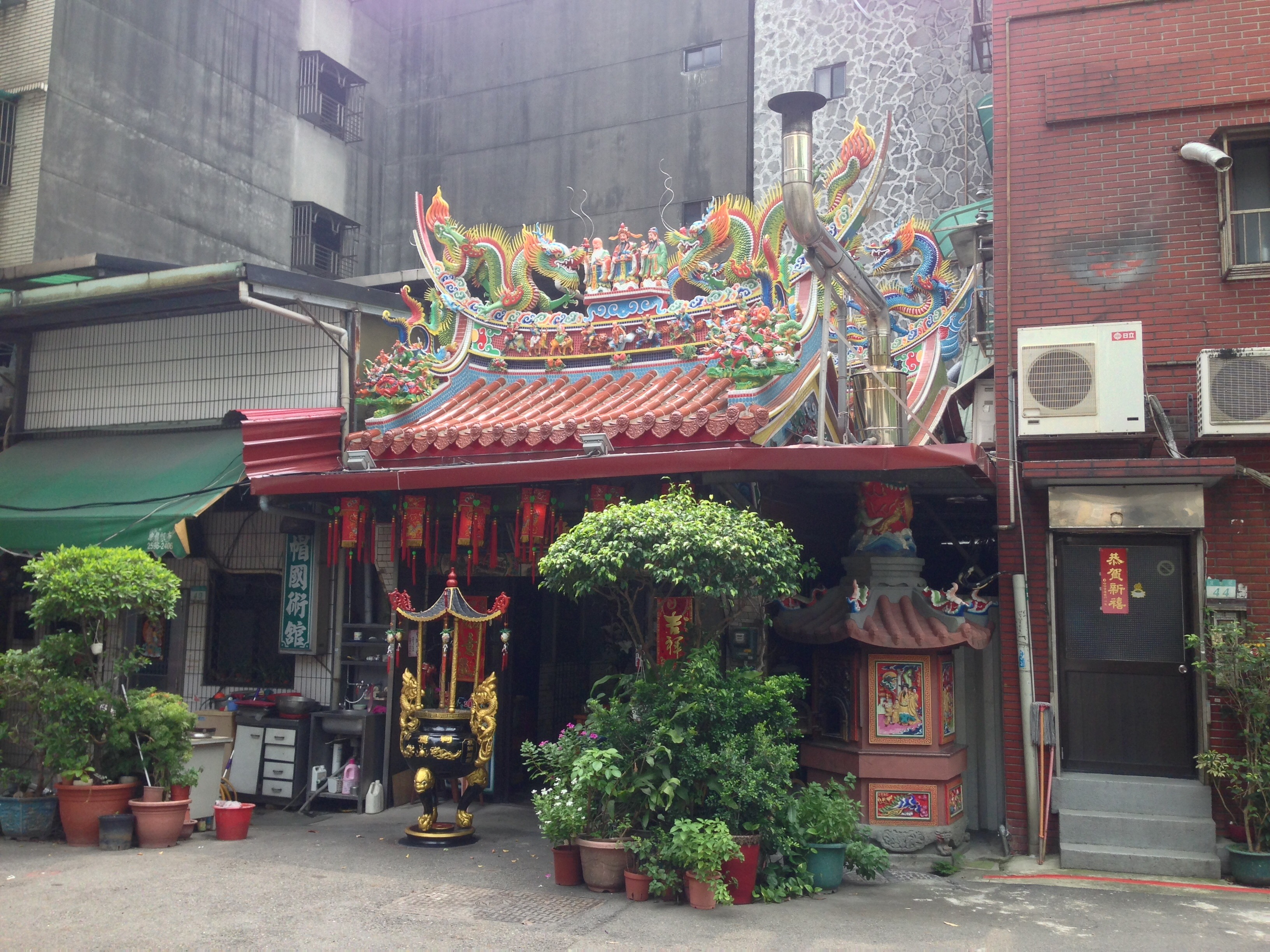
耆老口述，羅福星就以大同區甘谷街42號的和德祠作為秘密聚會地點。

大湖義民廟與羅福星烈士紀念館

### 苗栗事件
1913年9月，新竹廳大湖支廳的一批槍隻遭竊，警方循線追查，羅福星在各地建立的組織一一遭到偵破。12月16日，羅福星逃到淡水，準備搭船暫避中國，然遭警方發現。根據羅福星身上所帶黨員名冊，警方也逮捕了相關人士。在遭破獲的組織中，只有賴來在東勢角領導的組織，曾經攻擊東勢角警察支廳，其餘成員皆不曾參與過實際行動。台灣總督府在苗栗成立臨時法院，依情節不同，對參與人士分別進行審訊，史稱苗栗事件。
在這次事件中，有921人遭到檢舉。1914年3月3日臨時法院宣判，578人獲得不起訴，另有4人受到行政機關處分。實際遭起訴者，被判死刑者20名，有期徒刑285名，34人無罪。以羅福星為首的20位反抗者，在臺北刑務所（後來的臺北監獄）分批送上絞刑臺。
罗福星临刑前，于狱中写了一首《祝我民国词》，把“中华民国孙逸仙救”8个字嵌于句首：“中土如斯更富强，华封共祝著边疆；民情四海皆兄弟，国本苞桑气运昌；孙真国手著初唐，逸乐中原久益彰；仙客早贻灵妙药，救人千病一身当。”

## 后世纪念
第二次世界大戰結束後，中華民國政府接管臺灣，為紀念羅福星，於1946年2月將日治時代所建的廣末高等小學校改名為臺北市城中區福星國民學校（今臺北市萬華區福星國民小學）。
1953年4月30日，中華民國總統蔣中正在臺灣明令褒揚羅福星，並將其靈位入祀國民革命忠烈祠文烈士祠。
2014年3月3日，中华民国总统马英九致词，称「罗福星不仅是苗栗的烈士、台湾的烈士，更是中华民国的烈士。正因为来自各地的志士努力，革命党才最终推翻了满清；台湾与中华民国的关系可谓千丝万缕、非常密切。」

## 外部連結
1. 1 2 3 4  . 纪念孙中山诞辰150周年 1866-2016. 中国第二历史档案馆.   [2021-10-09]. （原始内容存档于2021-10-09）.
2. ↑  陳志豪. . 《聯合報》. 2003-09-01 （中文（臺灣））.
3. ↑  .   [2017-05-31]. （原始内容存档于2020-05-06）.
4. ↑  记者钟元、陈文敏. . 大纪元新闻网.   [2021-10-09]. （原始内容存档于2021-10-09）.